# Aleramiden

Wappen der Aleramiden

Die Aleramiden waren die Familie der Markgrafen von Montferrat und Saluzzo vom 11. Jahrhundert bis 1305 bzw. 1543. Sie gehören zu den ältesten urkundlich nachgewiesenen italienischen Adelsgeschlechtern.

## Geschichte

Königreich Italien (781–1014) mit der Marca Aleramica

Die Aleramiden waren vermutlich Anfang des 10. Jahrhunderts im gräflichen Rang aus dem Westfrankenreich nach Italien eingewandert. Graf Aledramus (Aleram) war 961 einer der drei Adligen (neben Oberto von Luni, dem Stammvater der Obertenghi, und Arduin Glaber, dem Stammvater der Arduine), die von König Berengar II. (seinem Schwiegervater) bei der Neuordnung der feudalen Strukturen eine der neu geschaffenen Markgrafschaften übertragen bekam, in diesem Fall die Marca Liguria Occidentale (Markgrafschaft Westligurien) oder Marca Aleramica mit Vercelli, dem Montferrat, Ceva, Acqui Terme bis hinunter zur Mittelmeerküste zwischen Oneglia und Albenga. Der Zerfall des Königreichs und damit auch der markgräflichen Macht beschränkten den Herrschaftsbereich dann vor allem auf das Zentrum der Markgrafschaft: erstmals im Jahr 1040 wird ein Marcio aus der Familie als Markgraf von Montferrat bezeichnet. Aus verstreutem Besitz weiter im Westen und dem Erbe einer Tochter eines Markgrafen von Turin bildete eine Linie der Familie dann die Markgrafschaft Saluzzo, die 1142 das erste Mal erwähnt wird.
Die größte Bekanntheit erlangten die Aleramiden im Zusammenhang mit den Kreuzzügen. Die Brüder Wilhelm Lungaspada und Konrad von Montferrat spielten im Königreich Jerusalem eine herausragende Rolle. Markgraf Konrad war im Dritten Kreuzzug der Herr von Tyrus und 1192 für kurze Zeit König von Jerusalem. Ihre Kinder Balduin V. und Maria von Montferrat wurden zu Königen gekrönt. Ein dritter Bruder, Bonifatius I. von Montferrat war der Anführer des Vierten Kreuzzugs, der zur Eroberung Konstantinopels und der Gründung unter anderem des Lateinischen Kaiserreichs und des Königreichs Thessaloniki führte.
Die Linie in Saluzzo starb 1548 aus, nachdem sie wenige Jahre zuvor die Markgrafschaft verloren hatte. Die Linie in Montferrat war mit dem Markgrafen Johann I. bereits 1305 erloschen. Sie wurde von den Palaiologen beerbt, der damaligen kaiserlichen Familie in Byzanz, die die Markgrafschaft weitere 230 Jahre regierten. In weniger bedeutenden Nebenlinien existiert die Familie noch heute, darunter möglicherweise die Lanza.

## Stammliste
Die Zählung der Markgrafen mit Namen Wilhelm ist in der Literatur nicht einheitlich. So werden zum Beispiel häufig Guglielmus († vor 933) als Wilhelm I. und Guglielmus (961/967 bezeugt) als Wilhelm II., zu deren Zeit die Markgrafschaft Montferrat noch nicht existierte, ebenso mitgezählt wie Wilhelm Lungaspada († 1177), der als Kreuzfahrer lebte und vor seinem Vater starb, somit selbst nicht Markgraf von Montferrat war.
Die Zählung hier folgt der von Schwennicke (s. Literatur) vorgeschlagenen, die mit Markgraf Wilhelm († vor 1042) beginnt, dessen (vermutlicher) Sohn Otto im Jahr 1040 erstmals als „Marchio Montiferratensis“ bezeichnet wird.

### Erste Generationen
1. Guglielmus, † vor 933, comes westfränkischer Herkunft
  1. Aledramus, comes in Acqui 934/45
    1. ? Guglielmus, 961/967 bezeugt
      1. Aledramus, „marchio“ 961/67, † vor 991; ⚭ I NN; ⚭ II vor Juli 961 Gerberga von Ivrea, * 945, Tochter von Berengar II., König von Italien (Haus Burgund-Ivrea)
        1. (I) Wilhelm, † vor 961
        2. (I) Anselm I., 961/1014 bezeugt, 991 Markgraf; ⚭ Gisla, 991/1014 bezeugt, Tochter von Adalbert I., Markgraf in östlichen Ligurien (Obertenghi) – Nachkommen siehe ältere Linie
        3. (I) Oddo, 961 bezeugt, † vor 991; ⚭ NN, Tochter von Graf Riprando von Piacenza – Nachkommen siehe jüngere Linie

### Ältere Linie
1. Anselm I., 961/1014 bezeugt, 991 Markgraf; ⚭ Gisla, 991/1014 bezeugt, Tochter von Adalbert I., Markgraf in östlichen Ligurien (Obertenghi) – Vorfahren siehe oben
  1. Ugo, 1014/33 bezeugt, † 26. Januar …, geistlich
  2. Anselm II., 1014/17 bezeugt, † vor 1055, Markgraf; ⚭ Adelagia, 1017/55 bezeugt, Tochter von Markgraf Azzone
    1. Anselm, 1055/65 bezeugt
    2. Ugo, 1055/65 bezeugt
    3. ?? Teto (Teuto, Tetes), † vor 1064 – Nachkommen und Bemerkung siehe unten

  3. Oberto I., 1014/34 Markgraf (von Vado)
    1. Oberto II., † vor 1065, 1030 Graf, 1061 Markgraf; ⚭ Beatrice, 1065 bezeugt, Tochter von Olrico (Markgraf von Romagnano), (Arduine)
      1. Adalberto, 1065 Dompropst zu Tortona, 1079 Bischof von Acqui
      2. Wido, † vor 1106, Markgraf 1065/1100
        1. Alberto Alemanno, † vor 1106
        2. Adelaide; ⚭ vor 15. Januar 1106 Brunio – Nachkommen: die Markgrafen von Sezze

    2. Wido, 1030 bezeugt

### Jüngere Linie bis Markgraf Rainer
1. Oddo, 961 bezeugt, † vor 991; ⚭ NN, Tochter von Graf Riprando von Piacenza – Vorfahren siehe oben
  1. Wilhelm I., 991/1017 bezeugt, † vor 29. Januar 1042, Markgraf; ⚭ Waza, † vor 29. Januar 1042
    1. ? Otto, 1040 Marchio Montiferratensis
      1. Wilhelm III., † wohl 1084/85, jedenfalls vor 1100, 1083 Markgraf von Ravenna; ⚭ I NN; ⚭ II Otta di Agledo, Tochter von Tebaldo in Ravenna, Sohn des Stadtgrafen von Ravenna
        1. (I) Enrico il Balbo, † vor 4. Januar 1127, Marchese di Rocchetta
          1. Bernardo, Marchese di Rocchetta 1137/35
            1. Damicella, Erbin von Rocchetta; ⚭ Alberto d'Incisa

          2. ? Burcardo, 1126 bezeugt

        2. (II) Wilhelm IV. genannt Inforzato, 1085/1100 bezeugt, † vor 4. Januar 1127
        3. (II) Rainer, 1100/35 bezeugt, † vor 1137, 1111 Markgraf von Montferrat; ⚭ Gisela von Burgund, † nach 1133, Tochter von Wilhelm I. Pfalzgraf von Burgund (Haus Burgund-Ivrea), Witwe von Humbert II., Graf von Maurienne, Markgraf von Turin (Haus Savoyen) – Nachkommen siehe unten

      2. Ardizzone I., † vor 1127; ⚭ Richelda
        1. Ardizzone II., † wohl vor 1172, Markgraf, 1127/60 zu Felizzano
          1. Raineri, 1193 bezeugt
          2. Bonifazio, 1193 bezeugt – Nachkommen: die Herren von Asti
          3. Enrico, 1193/97 bezeugt

    2. Heinrich, Markgraf 1042/44; ⚭ vor 19. Januar 1042 Adelaide, Markgräfin von Susa, † 27. Dezember 1091, Tochter von Markgraf Olderich genannt Manfred Graf von Turin (Arduine) und Berta degli Obertenghi, Witwe von Hermann IV., Herzog von Schwaben (Babenberger)
    3. ? Wilhelm II., 1059 bezeugt
    4. Julitta; ⚭ vor 1081 Graf Ugo
    5. Burgundo, 1081 bezeugt
      1. Guglielmo, 1070/1104 Bischof von Pavia
      2. Mathilde, 1074/81 bezeugt

  2. Riprand, 991/1021 bezeugt
    1. Ottone, 1040 bezeugt
      1. Riprando
      2. Oberto I., 1061/1100 bezeugt
        1. NN
          1. Enrico, Marchese di Occimiano 1147/49
          2. Aleramo, 1147 bezeugt

        2. Tochter; ⚭ NN di Manzano
        3. Oberto II., 1111/27 bezeugt, † vor 1147
          1. Guglielmo, 1137/47 bezeugt
          2. Aleramo, 1127 bezeugt
          3. Bernardo, 1127/49 Marchese di Occimiano
          4. Riprando, 1127 bezeugt
          5. Oberto, 1127 bezeugt

      3. Guglielmo di Montemagno, Marchese di Viarigi

### Die Kreuzfahrer
1. Rainer, 1100/35 bezeugt, † vor 1137, 1111 Markgraf von Montferrat; ⚭ Gisela von Burgund, † nach 1133, Tochter von Wilhelm I. Pfalzgraf von Burgund (Haus Burgund-Ivrea), Witwe von Humbert II., Graf von Maurienne, Markgraf von Turin (Haus Savoyen) – Vorfahren siehe oben
  1. Johanna; ⚭ 1128 Wilhelm Clito, 1127 Graf von Flandern, X 27. Juli 1128 bei Aalst (Rolloniden)
  2. Wilhelm V. der Ältere (senior, il vecchio), 1133 bezeugt † 1191; ⚭ vor 28. März 1133 Judith von Österreich, † nach 1178, Tochter von Markgraf Leopold III. (Babenberger)
    1. Wilhelm genannt Lungaspada, † 1177 nach Juni, Graf von Jaffa und Askalon; ⚭ Sibylle von Anjou, † Juli 1190, 1186 Königin von Jerusalem, Tochter von König Amalrich I. (Haus Château-Landon), heiratete in zweiter Ehe März/April 1180 Guy de Lusignan, 1186 König von Jerusalem, tritt 1188 zurück, 1192 König von Zypern, † April 1194
      1. Balduin V., * nach 20. November 1177, † Mai/21. Oktober 1186, 1183 König von Jerusalem

    2. Phantasieporträt des Konrad von Montferrat († 1192) (von François-Édouard Picot, 1843)Konrad, 1160 bezeugt, † ermordet 28. April 1192 in Tyros, 1187 byzantinischer „kaisar“, 1191 Markgraf von Montferrat; ⚭ I NN, 1179 bezeugt; ⚭ II Frühjahr 1187, Mai/Juni 1187 verlassen, Theodora, † nach 1195 wohl als Nonne im Kloster Dalmatios, Tochter von Andronikos Dukas Angelos; ⚭ III 24. November 1190 Isabella von Anjou, * 1172, † vor Mai 1206, 1192 Königin von Jerusalem, Tochter von König Amalrich I. (Haus Château-Landon), geschieden von Humfried IV. von Toron, heiratete in dritter Ehe am 5. Mai 1192 Heinrich II. von Champagne, 1192 König von Jerusalem, † 10. September 1197 (Haus Blois), und in vierter Ehe Oktober 1198 Amaury de Lusignan, 1194 König von Zypern, † 1. April 1205
      1. (III) Maria, * Sommer 1191 in Tyros, † 1212, 1206/12 Königin von Jerusalem, gekrönt am 3. Oktober 1210; ⚭ 14. September 1210 Jean de Brienne, Graf von Eu, 1210 König von Jerusalem, Regen von Konstantinopel, † 27. März 1237 (Haus Brienne)

    3. Bonifatius I., X 4. September 1207, 1191 Regent und 1192 Markgraf von Montferrat, 1201 Anführer des Vierten Kreuzzugs, 1204, wohl im Mai, König von Thessaloniki und (wohl im Juli) Herr von Kreta; ⚭ I wohl vor 1171 vermutlich Elena di Busca, 1179 bezeugt, wohl Tochter von Anselmo Marchese des Bosco; ⚭ II Mai 1204 Margarete (griechisch: Maria) von Ungarn, * 1175, † nach 1223, 1207 Regentin von Thessaloniki, Tochter von König Béla III. (Arpaden), Witwe von Kaiser Isaak II. (Angelos)
      1. (I) Wilhelm VI., 1191 bezeugt, † 17. September 1225, 1202 Markgraf von Montferrat; ⚭ I 1187 Sophie von Hohenstaufen, † wohl 1187/88, Tochter von Kaiser Friedrich Barbarossa (Staufer); ⚭ II vor 9. August 1202 Berta di Clavesana, Erbin von Mombarcaro und Cortemilia, 1224 bezeugt, Tochter von Marchese Bonifacio
        1. Bonifatius II., † 12. Juni 1253/10. Dezember 1255, 1225 Markgraf von Montferrat, 1239/40 Prätendent von Thessaloniki; ⚭ 9. Dezember 1235 (Heiratsberedung am 18. Januar 1228) Margarete von Savoyen, Tochter von Graf Amadeus IV. (Haus Savoyen)
          1. Adalasia (Adelaide), † 6. Februar 1285; ⚭ I 1266 Albrecht I., Herzog von Braunschweig, † 15. August 1279; ⚭ II 1282 Gerhard I., Graf von Schauenburg und Holstein in Itzehoe, † 12. Dezember 1290
          2. Wilhelm VII., † in Gefangenschaft 6. Februar 1292 in Alessandria, 1278 Kapitän von Mailand, Pavia, Novara, Vercelli, 1282 Kapitän von Como; ⚭ I (Ehevertrag vom 28. März 1257) Isabelle de Clare, * 1240, † vor 1271, Tochter von Richard de Clare, 5. Earl of Hertford, 2. Earl of Gloucester (Clare); ⚭ II 1271 Beatrix Infantin von Kastilien, * Dezember 1254, † nach 1280, Tochter von König Alfons X. (Haus Burgund-Ivrea)
            1. (I) Margareta, † nach 1286; ⚭ 1281 Juan Infant von Kastilien, X 25. Juni 1319 bei Vega de Granada, Señor de Valencia de Campos etc., Sohn des Königs Alfons X. (Haus Burgund-Ivrea)
            2. (II) Johann I., * 1278 in Mailand, † wohl 9. März 1305, 1290 Markgraf von Montferrat; ⚭ 23. März 1296 Margareta von Savoyen, † 1339, Erbin von Lanzo, Ciré und Caselle, Tochter von Graf Amadeus V. (Haus Savoyen)
            3. (II) Yolanda (griechisch Eirene), † 1317, 1303 Regentin von Thessaloniki; ⚭ um 1285 Andronikos II. Dukas Angelos Komnenos Palaiologos, 1282/1328 Kaiser von Byzanz, † 12./13. Februar 1332 (Palaiologen)
            4. (II) Alasina; ⚭ vor 1305 Poncello Orsini
            5. (unehelich, Mutter unbekannt) Bonifazio, 1296/1311 bezeugt

          3. (unehelich, Mutter unbekannt) Niccolino, 1270/1305 bezeugt, 1270/80 Podestà von Alessandria, 1303 Vikar von Caselle

        2. Demetrius, 1224 bezeugt
        3. Beatrix, † 1274, 1237/43 Regentin der Dauphiné etc.; ⚭ I (Ehevertrag vom 15. November 1219) André, genannt Guigues VI., † 14. März 1237, 1228 Dauphin von Viennois (Älteres Haus Burgund); ⚭ II Guy de Baugé et de Brosse; ⚭ III Jean de Châtillon, Seigneur de Beuge; ⚭ IV Pierre de La Roue (Roche)
        4. Alasia (Alice), * 1210, † wohl 1232/33, begraben in Santa Sophia in Nikosia; ⚭ 1229 Heinrich I., König von Zypern, † 8. Januar 1253
        5. ? Elena, Erbnichte des Demetrius von Montferrat, König von Thessaloniki, “domina totius regni Thessalonicencis”, am 5. Februar 1240 von Kaiser Balduin II. mit dem Anspruch auf das Königreich Thessaloniki belehnt, 1244 vom Papst bestätigt; ⚭ vor 1240 Guglielmo da Verona, Mitherr von Negroponte (Euböa), wohl 1205 Vasall des Königreichs Thessaloniki

      2. (I) Beatrice, 1202 bezeugt; ⚭ Enrico II. Marchese del Carretto
      3. (I) Agnes, † 1208; ⚭ 4. Februar 1207 Heinrich von Flandern, 1206 Lateinischer Kaiser von Konstantinopel, † ermordet 11. Juli 1216 (Haus Flandern)
      4. (II) Demetrius, * wohl 1205, † 1230/39, 1207/24 König von Thessaloniki, vermutlich verheiratet mit Beatrix von Vienne

    4. Friedrich, wohl Bischof von Alba
    5. Rainer (griechisch Johannes/Ioannes), * 1163, † vergiftet August 1182, nach dem 18., 1180 byzantinischer „kaisar“; ⚭ vor Februar 1180 Maria Komnene, * wohl März 1152, † vergiftet Juli 1182, erhält Thessaloniki als Mitgift von Kaiser Manuel I. Komnenos
    6. Adilasia, † wohl 1233, ⚭ vor Juni 1202 Manfred II., Markgraf von Saluzzo, † Ende Februar 1215
    7. „Tochter“; ⚭ vor 22. Juli 1202 Alberto Marchese di Malaspina

  3. Matilde, 1166 bezeugt; ⚭ Alberto genannt Zueta, Marchese die Parodi, 11338/48 bezeugt (Obertenghi)
  4. Adelasia, 1167/69 bezeugt, Nonne zu Vandieu (Provence)
  5. Tochter (wohl Isabella); ⚭ Guido IV., Conte di Biandrate, 1134 bezeugt (Haus Burgund-Ivrea)
  6. Beatrice (* 1142, † 1228); ⚭ Guigues V. (Albon), Graf von Albon

### Del Vasto, Savona und die Anfänge in Saluzzo
Dieser Abschnitt folgt der Darstellung Harry Bresslaus (siehe Literatur), der den Stammvater Teto als Sohn Anselms († vor 1055) sieht, dies aber nur damit begründet – als Hinweis und nicht zwingend – dass einer von Tetos Söhnen den gleichen Namen trug.
1. Teto (Teuto, Tetes), † vor 1064 (Aleramide); ⚭ Bertha von Turin, Tochter Odalrich Manfreds II. Markgraf von Turin (Arduine), 1065 Gräfin
  1. Manfred, Markgraf, 1064/65, † vor 1079
    1. Heinrich II., 1097, † vor 1141, Graf von Paterno (Süditalien), Markgraf del Vasto; ⚭ Flandina, Tochter Rogers I.
    2. Adelheid, † 1118, ⚭ 1089 Roger I., Graf von Sizilien, † 1101 (Haus Hauteville); ⚭ 1113, verstoßen 1117, Balduin I., König von Jerusalem
    3. Tochter = Gaufredus, Sohn Rogers von Sizilien
    4. Tochter = Jordanus, † 1092, unehelicher Sohn Rogers von Sizilien, Herr von Syrakus

  2. Bonifacius, Marchese del Vasto, 1064/65, † 1125/30; ⚭ (I) NN; ⚭ (II) Agnes von Vermandois, † nach 1125, Tochter von Hugo von Vermandois (Haus Frankreich-Vermandois)
    1. (I?) Bonifaz II. von Incisa, enterbt, † 1160/61 – Nachkommen: die Linie Incisa
    2. (II) Manfred II., 1125/55, marchio del Vasto, 1148 marchio de Saluciis, † 1175/76
      1. Manfred III., 1175, 1176 Markgraf von Saluzzo – Nachkommen siehe unten
      2. Anselm, 1165

    3. (II) Wilhelm, 1125 – Nachkommen: Markgrafen von Busca
      1. Berengar, Markgraf von Busca
      2. Manfred IV. Lanza (die Lanze), Markgraf von Busca, Nachkommen: die noch blühenden Fürsten Lancia

    4. (II) Hugo gt. Magnus, 1125/42, marchio de Wasto (Marchio del Vasto), ohne Nachkommen
    5. (II) Anselm II. 1125/42, † vor 1172
      1. Bonifaz IV., 1170/72
        1. Bonifaz V., 1196 marchio Albingae (Markgraf von Albenga) – Nachkommen

      2. Wilhelm II., 1170, 1188 Markgraf von Ceva

    6. (II) Heinrich gt. Guercius, 1125/79, † nach 1183, marchio de Wasto, 1162 marchio de Savone
      1. Otto, 1179, Markgraf von Carretto
      2. Heinrich, 1179, Markgraf von Carretto

    7. (II) Bonifaz III. gt. minor, 1125/88, † vor 1192, 1188 marchio de Curtemiglia (Cortemilia), ohne Nachkommen
    8. (II) Otto II. gt. Boverius, 1125/1155
      1. (unehelich?) Wilhelm, 1192

    9. (II) Sibila, 1125
    10. (II) Adalasia, 1125

  3. Anselm, Markgraf, 1064/65, † vor 1079
  4. Heinrich (Alricus), 1065
  5. Otto (Oto), 1064/65, geistlich

### Markgrafen von Saluzzo (11.–14. Jahrhundert)

Wappen der Markgrafen von Saluzzo

1. Manfred I., Markgraf 1130–1175, 1. Markgraf von Saluzzo ab 1142 – Vorfahren siehe oben
  1. Manfred II., † Ende Februar 1215, 2. Markgraf 1175–1215, ⚭ vor Juni 1202 Adilasia von Montferrat, † wohl 1233, Tochter von Markgraf Wilhelm V. der Ältere (Aleramiden) und Judith von Österreich (Babenberger)
    1. Bonifatius, † 1212; ⚭ Maria di Torres von Sassari, Regentin 1215–1218
      1. Manfred III., † 1244, 3. Markgraf 1215–1244, ⚭ Beatrix von Savoyen, † 10. Mai vor 1258, Tochter von Graf Amadeus IV. (Haus Savoyen), sie heiratete in zweiter Ehe Ende 1248/Anfang 1249 Manfred, 1258 König von Sizilien (Staufer)
        1. Thomas I., Markgraf 1244–1296,
          1. Manfred IV., † 1340, Markgraf 1296–1340; ⚭ I Beatrix von Sizilien, 1283/1307, Tochter von König Manfred (Staufer) und Helena Dukaina Angelina (Angelos); ⚭ II Isabella Doria
            1. (I) Friedrich I., † 1336 – Nachkommen siehe unten
            2. (II) Manfred – Nachkommen: die Markgrafen von Cardè, † 1793

          2. Violante; ⚭ Luchino Visconti, † 1349, Stadtherr von Mailand
            1. (II) Theodor
            2. (II) Bonifatius

      2. Johann, Markgraf von Dogliani
        1. Jakob, † 1363 – Nachkommen † 1782
        2. Gottfried – Nachkommen, † Mitte des 16. Jahrhunderts
        3. Manfred, Markgraf von Manta – Nachkommen † 1585

### Markgrafen von Saluzzo (14.–16. Jahrhundert)

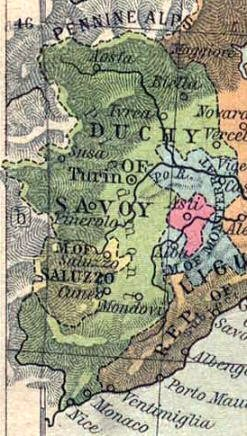
Die Markgrafschaft Saluzzo als Enklave im Herzogtum Savoyen, im Westen an die Grafschaft Provence grenzend

1. Friedrich I., † 1336 – Vorfahren siehe oben
  1. Thomas II., Markgraf 1340–1357, ⚭ Ricarda Visconti, Tochter von Galeazzo I. Visconti, Stadtherr von Mailand
    1. Friedrich II., Markgraf 1357–1391,
      1. Thomas III., Markgraf 1391–1416,
        1. Ludwig I. Saluzzo, † 1475, Markgraf 1416–1475, ⚭ 1436 Isabella von Montferrat, wohl Tochter von Markgraf Johann Jakob (Palaiologen)
          1. Ludwig II., Markgraf 1475–1504, ⚭ I 1481 Johanna von Montferrat, Tochter von Markgraf Wilhelm II. (Palaiologen); ⚭ II 1492 Margarethe von Foix, † 1532, Vormund 1504–1513, Tochter von Johann von Foix, Graf von Candale (Haus Grailly), und Margaret de la Pole, Tochter von John de la Pole aus der Familie der Herzöge von Suffolk
            1. (II) Michael Anton, † 18. September 1528, Markgraf 1504–1528
            2. (II) Johann Ludwig, † 1563, Markgraf 1528–1529, vertrieben, 1531 abgesetzt, überträgt seine Rechte an Frankreich, das Saluzzo am 17. Januar 1601 an Savoyen weitergibt
              1. (unehelich) August, † 1587
                1. Carlota Katharina; ⚭ Johann von Lür – Nachkommen: die Grafen von Lür-Saluces

            3. (II) Franz, Markgraf, † 28. März 1537, Markgraf 1529–1537,
            4. (II) Gabriel, Markgraf, † 29. Juli 1548 in Gefangenschaft, Markgraf 1537–1543, vertrieben

          2. Ricarda, † 1474; ⚭ 1431 Niccolò III. d’Este, † 1441, Markgraf von Este (Este (Familie))

      2. Pietro, Bischof von Mende 1410–1412
      3. Amadeo di Saluzzo (Amédée de Saluces, † 1419), Kardinal (1383) und Camerlengo des Avignonesischen Papsttums, 1383–1389 Bischof von Valence und Die
      4. Ugo (Hugues de Saluces), Seigneur de Montjay-Sanfront, ⚭ Marguerite des Baux, Dame de Suze
        1. Antonia (Antoinette de Saluces (* um 1392); ⚭ (1) 10. August 1411 Henri II. de Sassenage († 1424); ⚭ (2) 1426 Louis de La Baume de Suze